# Václav Vydra (1902–1979)
 Václav Vydra (ur. 25 października 1902 w Roudnicy nad Labem, zm. 19 czerwca 1979 w Pradze) – czeski aktor i reżyser. Syn Václava Vydry starszego.

## Życiorys
Nie ukończył studiów na Akademii Handlowej i przyłączył się do zespołu teatralnego. W latach 1921–1951 był aktorem Teatru Miejskiego na Vinohradach, a od roku 1951 Miejskich Teatrów Praskich, gdzie także reżyserował. Podtrzymał, podobnie jak jego syn, rodzinną tradycję aktorską. Wybitny recytator.

## Role teatralne
- Osvald Alving (Henrik Ibsen, Upiory, 1927)
- Peer Gynt (Henrik Ibsen, Peer Gynt, 1937)
- Borys Godunow (Aleksander Puszkin, Borys Godunow, 1949)
- Malvolio (William Shakespeare, Wieczór Trzech Króli, 1953)
- Hlubina (Fráňa Šrámek, Měsíc nad řekou, 1954)

## Role telewizyjne
- film Polka jede do světa (1965)

## Filmografia
- Magdalena (1920)
- Mnichovo srdce (1921)
- Zlatý klíček (1922)
- Román hloupého Honzy (1926)
- Josef Kajetán Tyl (1935)
- Advokátka Věra (1937)
- Neporažená armáda (1938)
- Přítelkyně pana ministra (1940)
- Mikoláš Aleš (1951)
- Młodzieńcze lata (Mladá léta, 1952)
- Měsíc nad řekou (1953)
- Najlepszy człowiek (Nejlepší člověk, 1954)
- Sobór w Konstancji (Jan Hus, 1955)
- Z mojego życia (Z mého života, 1955)
- Fałszerze (Padělek, 1957)
- Nieziemskie historie (O věcech nadpřirozených, 1958)
- Černá sobota (1960)
- Mykoin PH 510 (1963)
- Panowie, zabiłem Einsteina (Zabil jsem Einsteina, pánové!, 1970)
- Touha Sherlocka Holmese (1971)